# Juozas Kėkštas
Juozas Kėkštas, właśc. Juozas Adomavičius (ur. 19 listopada 1915 w Taszkencie, zm. 16 kwietnia 1981 w Warszawie) – litewsko-polski poeta i tłumacz, pisarz z kręgu grupy literackiej Żagary.

## Życiorys
Urodził się w Taszkencie na terenie Imperium Rosyjskiego, w litewskiej rodzinie proletariackiej o trudnej sytuacji materialnej, która w 1921 roku przeniosła się do Wilna. Uczęszczał tam do Gimnazjum im. Witolda Wielkiego. W czasie swojego pobytu w Wilnie związał się z organizacjami komunistycznymi i wszedł w skład podziemnego Komsomołu. Za swoją działalność komunistyczną był trzykrotnie aresztowany. W 1934 osadzony w więzieniu na Łukiszkach, w którym poznał i zaprzyjaźnił się z Maksimem Tankiem. W 1937 roku za działalność antypaństwową na wsi został osadzony w Berezie Kartuskiej. Po zwolnieniu powrócił na krótko do Wilna i wyjechał do Warszawy; poznał tam Władysława Broniewskiego, którego kilka wierszy przetłumaczył na język polski. Kėkštas należał do grupy poetów powiązanych z grupą literacką Żagary, w której poznał Czesława Miłosza.
Po wybuchu II wojny światowej wrócił do okupowanego przez ZSRR Wilna, a potem zamieszkał na terenie Białoruskiej SRR, niedaleko od Wilna. Jako dawny członek zlikwidowanej KPP został oskarżony o działalność kontrrewolucyjną i zesłany do Wiatłagu w obwodzie kirowskim, do prac leśnych. Po ataku III Rzeszy na ZSRR i układzie Sikorski-Majski dołączył do Armii gen. Andersa. Z armią Andersa przedostał się do Uzbekistanu, Persji, na Bliski Wschód i do Włoch. Walczył pod Monte Cassino, w czasie walk został ranny, a po nich odznaczony orderami polskimi i angielskimi. Zamieszkał w Rzymie i rozpoczął redagowanie gazety Lietuvių laikraštį. W 1947 roku wyjechał do Buenos Aires w Argentynie. Pracował tam jako pracownik fizyczny i zajmował się wydawaniem czasopisma Literatūros lankai, zrzeszającego litewskich pisarzy emigracyjnych (w czasopiśmie publikował Czesław Miłosz i ukazywały się w nim interpretacje jego utworów autorstwa litewskich poetów i filozofów). 
W 1959 roku doznał wylewu krwi do mózgu i stał się częściowo sparaliżowany. Dzięki protekcji Jerzego Putramenta i Władysława Broniewskiego trafił do Domu Weteranów Ruchu Rewolucyjnego w Warszawie, w którym kontynuował pracę literacką. W 1966 roku odwiedził Wilno. Zmarł w 1981 roku, pochowany jest na cmentarzu w Wólce Węglowej w Warszawie.

## Twórczość

### Własna
Wydał zbiory wierszy Toks gyvenimes  (1938), Rudens dugnu (1946), Ramybe man (1951), Etapai  (1953) i Lyrika (1964). W swojej twórczości pozostawał pod wpływem literackiej awangardy. W jego poezji dominują motywy katastrofizmu, tragedii epoki, jedności ludzi i ciszy. W późniejszych wierszach widoczne są motywy filozoficzne i motyw śmierci. W wielu jego utworach pojawia się wątek Wilna.
Literackie uznanie i popularność wydawniczą na Litwie zdobył dopiero po odzyskaniu niepodległości przez ten kraj.
Zaliczany do grona „litewskich Kolumbów”.

### Jako tłumacz
Na język polski przetłumaczył Tunel Ernesto Sabato oraz liczne wiersze poetów litewskich. Przetłumaczone wiersze swoje i innych poetów litewskich (np. Vytautasa Mačernisa, Kazysa Bradūnasa i Jonasa Mekasa) publikował w paryskiej Kulturze. Na litewski tłumaczył wiersze Majakowskiego, Czesława Miłosza, Władysława Broniewskiego, Juliusza Słowackiego, pisarzy hiszpańskich, włoskich i iberoamerykańskich.

## W literaturze i badaniach
- Kekstas jest bohaterem pracy Małgorzaty Kasner[6].
- Postać Kekstasa jest istotnym elementem eseju Wilno jako przedmiot nostalgii[10] autorstwa Tomasa Venclovy (na podstawie wykładu wygłoszonego w 2009 roku w Zamku Królewskim w Warszawie). Według Venclovy losy Kekstasa są jednocześnie zarówno szczególne, jak i typowe dla wielu Litwinów z czasów życia Kekstasa[6]. Wzmiankowany również w dziennikach Venclovy[11].